# Hjelm (ätt)
Hjelm var en adlig ätt med enbart en person, översten sedermera generalmajoren Nils Hjelm (1687–1726), vilken adlades 1706 och introducerades 1723 på Riddarhuset under nummer 1750. Han dog ogift.